# راتکو دوستانیچ
راتکو دوستانیچ (انگلیسی: Ratko Dostanić؛ زادهٔ ۲۵ اکتبر ۱۹۵۹) یک بازیکن فوتبال اهل صربستان است.